# Ring-a-Bell
『Ring-a-Bell』（リング・ア・ベル）は、渡辺満里奈の9枚目のオリジナル・アルバム。1996年3月21日発売。発売元は、Yoo-Loo（Oo RECORDS）。

## 解説
音楽ライターの澤山博之はこのアルバムを「ガール・ポップのエッセンスに90年代の香りを盛り込んだ大瀧サウンドと、キュートな満里奈ちゃんの歌声が“ばっちりキス”したミニ・アルバム」と評している。

## 収録曲
1. 金曜日のウソつき
作詞：能地祐子 / 作曲：萩原健太 / 編曲：萩原健太
  - コーラスにウルフルズが参加。
2. ばっちりキスしましょ
作詞：Lee David / 日本語詞：能地祐子 / 作曲：Billy Rose / 編曲：井上鑑
  - オリジナルはIrving Kaufmanが1926年にリリースした「いちごの片想い[注釈 1]」。
3. ダンスが終る前に
作詞・作曲：佐野元春 / 編曲：多羅尾伴内 / Strings Arrangement：井上鑑
  - 佐野元春が女性アーティストへ楽曲を提供するのは1990年に永井真理子がリリースしたシングル「White Communication －新しい絆－」以来6年ぶり。ガイド用のボーカルを録音する際、ちょうど佐野が信濃町ソニースタジオへ激励に訪れており、大瀧の提案で録音に参加。大瀧は「こうしてレコーディングするのはナイアガラ以来だから、13年ぶりか…」と感慨深げに語っていたという[2]。『ジャパニーズ・シティ・ポップ』で『Ring-a-Bell』の解説を執筆した澤山も「『トライアングル2』を彷彿させる」と評している[1]。なお、佐野本人も同年にリリースされたシングル「ヤァ! ソウルボーイ」のカップリング曲としてこの曲をセルフカヴァーしている。多羅尾伴内名義でアレンジした大滝詠一もオリジナルオケのストリングスとチェンバロ風のキーボードと途中のバーカッションだけ残したオケでカバーした。没後に出されたアルバム『Happy Ending』に収録されている。
4. 約束の場所まで
作詞：高木一江、能地祐子 / 作曲：平井夏美 / 編曲：嶋田陽一、杉真理
  - ブルボン「フルーツデザート」CMソング。
5. あなたから遠くへ
作詞・作曲：金延幸子 / 編曲：多羅尾伴内 / Strings Arrangement：井上鑑
  - オリジナルは金延幸子が1972年にリリースしたアルバム『み空』収録の同名曲。澤山は「ボッサ風味にアレンジされた」と評している[1]。
6. うれしい予感（アルバム・バージョン）
作詞：さくらももこ / 作曲：大瀧詠一 / 編曲：CHELSEA / Strings Arrangement：井上鑑
  - フジテレビ系アニメ『ちびまる子ちゃん』第2期初代オープニングテーマ。1995年2月22日に植木等との両A面シングルとして発売された。

## クレジット
Musicians
| - 島村英二：Drums - 吉原誠：Drums - 青山純：Drums - 長岡道夫：E.Bass - 沢田浩史：E.Bass - 鈴木茂：E.Guitar - 角田順：E.Guitar - 村松邦男：E.Guitar - 稲葉政裕：E.Guitar - 安田裕美：A.Guitar - 吉川忠英：A.Guitar - 平井夏美：A.Guitar, Cho - 石川鷹彦：A.Guitar - 尾崎孝：A.Guitar - 笛吹利明：A.Guitar - 徳武弘文：A.Guitar - 駒沢裕城：S.Guitar | - 井上鑑：Keyboards - 中西康晴：Keyboards - 国吉良一：Keyboards - 福田裕彦：Keyboards - 西脇辰弥：Keyboards - ポール・リバービーチ：Keyboards - 友成好宏：Keyboards - 知久寿焼：Harm - 嶋田陽一：Synth.Prog - 倉本伸也：Synth.Prog - 山下恭文：Synth.Prog - 浜口茂外也：L.Perc. - 川瀬正人：L.Perc. - 鳴島英治：L.Perc. - 斎藤ノブ：L.Perc. - 阿達養之助：L.Perc. - 水野茂：L.Perc. - 三沢またろう：L.Perc. | - 金山功：Timp - 重実徹：Bell - 相馬充：Fl - 西沢幸彦：Fl - 藤田乙比古：Horn - 和田博史：Horn - 有馬純晴：Horn - 佐々木久美：Cho - CANDEE：Cho - 杉真理：Cho - 金沢信葉：Cho - ウルフルズ：Cho - 金原千恵子ストリングス：Strings |

- Strings Arrange：井上鑑
- Photography：桐島ローランド
- Design：Ko-Kun
- Stylist：小倉真希
- Hair & Make up：三上津香沙
- Recorded & Remixed at CBS/SONY Roppongi Shinanomachi Studio
- Recorded at SOUND INN & FLAMINGO SOUND
- Engineer：吉田保
- Assistnt Engineer：大野邦彦、曽我直美
- Remastered on Jan. 1996
- Enginner：笠井“新係長”鉄平
- Produced by 大瀧詠一